# Pignone
Pignone là một đô thị ở tỉnh La Spezia trong vùng Liguria của Ý, có cự ly khoảng 70 km về phía đông nam của Genoa và khoảng 11 km về phía tây bắc của La Spezia. Tại thời điểm ngày 31 tháng 12 năm 2004, đô thị này có dân số 654 người và diện tích là 16,2 km².
Đô thị Pignone có các frazione (subdivision) Casale.
Pignone giáp các đô thị sau: Beverino, Borghetto di Vara, Levanto, Monterosso al Mare, Vernazza.